# تپه گنداب
تپه گنداب در شهرستان تفرش، بخش فراهان، دهستان فرمهین، روستای جونوش واقع شده و این اثر در تاریخ ۱۵ دی ۱۳۸۷ با شمارهٔ ثبت ۲۴۲۹۸ به‌عنوان یکی از آثار ملی ایران به ثبت رسیده است.